# Thomas Kästner
Thomas Kästner (* 8. März 1942) ist ein deutscher Schauspieler, Hörspiel- und Synchronsprecher.
Kästner absolvierte eine Schauspielausbildung in Berlin, die er 1962 mit Bühnenreifeprüfung beendete. Neben der Schauspielerei arbeitet er vor allem als Synchronsprecher und war an mehr als 600 Produktionen beteiligt.

## Filmografie
- 1960: Blaulicht: Die Butterhexe (Fernsehreihe)
- 1970: Jeder stirbt für sich allein (Fernsehfilm, 3 Teile)
- 1972: Polizeiruf 110: Verbrannte Spur
- 1973: Schüsse in Marienbad (Výstřely v Mariánských Lázních)
- 1980: Der Staatsanwalt hat das Wort: Schwarze Kunst
- 1983: Polizeiruf 110: Eine nette Person
- 1985: Polizeiruf 110: Verlockung
- 1988: Erinnern heißt leben (Dokumentarfilm, Sprecher)

## Synchronisation
- 1949: Tarzan und das blaue Tal (Tarzan’s Magic Fountain)
- 1959: Tiger Bay
- 1968: Der Tag der Eule (Il giorno della civetta)
- 1975: Die Pfeile des Robin Hood (Стрелы Робин Гуда)
- 1978–1981: Das Krankenhaus am Rande der Stadt (Nemocnice na kraji města)
- 1980: Der weite Ritt der gelben Rose (Drumul Oaselor)
- 1983: Gojko Mitić als Weiße Feder / Scout in Der Scout
- 1992: Reservoir Dogs – Wilde Hunde
- 1993–2018: William Bruce Davis als "Der Raucher" in Akte X – Die unheimlichen Fälle des FBI
- 1997: Extreme Ghostbusters
- 2003–2005: O.C., California
- 2010: Shanghai
- 2011–2013: Mike & Molly
- 2012–2013, 2017: Alan Dale als König George / Albert Spencer in Once Upon a Time – Es war einmal …
- 2015–2019: Philip Price (Michael Cristofer) in Mr. Robot
- 2017–2022: Alan Dale als Joseph Winfried Anders in Der Denver-Clan
- 2018: Sasson Gabai als Anwar Sadat in Der ägyptische Spion, der Israel rettete (The Angel)
- 2019: Robert Forster als Ed Galbraith in El Camino: Ein „Breaking Bad“-Film
- 2019: Alan Williams als KGB-Vorsitzender Charkov in Chernobyl
- 2021: Bruce McGill als Bobby Spencer in The Crew
- 2023: Navy CIS für Alan Rachins als Bud

## Hörspiele (Auswahl)
- 1969: Ulrich Waldner, Carl Albert Otto: Es geschah am Nanga Parbat (2 Teile) – Regie: Günter Bormann
- 1972: Fusu Alijewa: Klare Wasser entspringen den Bergen – Regie: Fritz Göhler
- 1973: Bertolt Brecht: Leben des Galilei – Regie: Fritz Göhler
- 1981: Günter Eich: Träume – Regie: Peter Groeger
- 1981: Garci Rodríguez de Montalvo: Amadis von Gallien (4 Teile) – Regie: Horst Liepach
- 1982: Irina Liebmann: Sie müssen jetzt gehen – Regie: Barbara Plensat
- 1986: Natasa Tanska: Bericht über einige Ungewöhnlichkeiten im Leben von Petra und Paula – Regie: Eva Galandova
- 1987: Joachim Brehmer: Waldstraße Nummer 7 (Reihe): Die Sachsen kommen – Regie: Edith Schorn
- 1989: Friedel Hohnbaum-Hornschuch: Das Brillantarmband – Regie: Fritz Ernst Fechner
- 1999: Erich Loest: Gute Genossen – Regie: Peter Groeger